# Marsilio Ficino
Marsilio Ficino (latinizat Marsilius Ficinus; n. 19 octombrie 1433, Figline Valdarno, Provincia Florența, Toscana, Italia – d. 1 octombrie 1499, Florența, Toscana, Italia) a fost un umanist, filosof, filolog, teoretician literar, preot și medic italian. 
Este una dintre cele mai cunoscute figuri ale umanismului renascentist din Florența. Prin traducerile și comentariile sale, el a adus o contribuție semnificativă la cunoașterea lui Platon și a platonismului în epoca sa și a făcut accesibile publicului vorbitor de latină scrierile autorilor antici vorbitori de greacă. Înțelegerea lui despre Platon, influențată de neoplatonismul lui Plotin, a devenit revoluționară pentru perioada modernă timpurie. Cu toate acestea, el nu a jucat rolul atribuit lui de posteritate ca șef al unei „Academii platonice” din Florența. Nu exista nicio instituție cu acest nume în acel moment, ci doar un cerc informal de studenți ai săi apropiat de Casa Medici, pe care el îi numea „universitari”, fără un cadru instituțional.

## Biografie

### Familie, educație
S-a născut în octombrie 1433, în apropierea Florenței. A fost fiul unui medic, Dioftici (numele de Ficino fiind un diminutiv acestui nume) care lucra la curtea lui Cosimo de Medici, cel mai bogat om din Europa la acel moment. Cosimo a fost un om de cultură și a fost pasionat de filosofia lui Platon, iar asta pentru că în timpul Conciliului de la Ferrara-Florența (o încercare eșuată de a reconcilia creștinismul apusean cu cel răsăritean ortodox) l-a cunoscut pe filosoful bizantin Plethon.

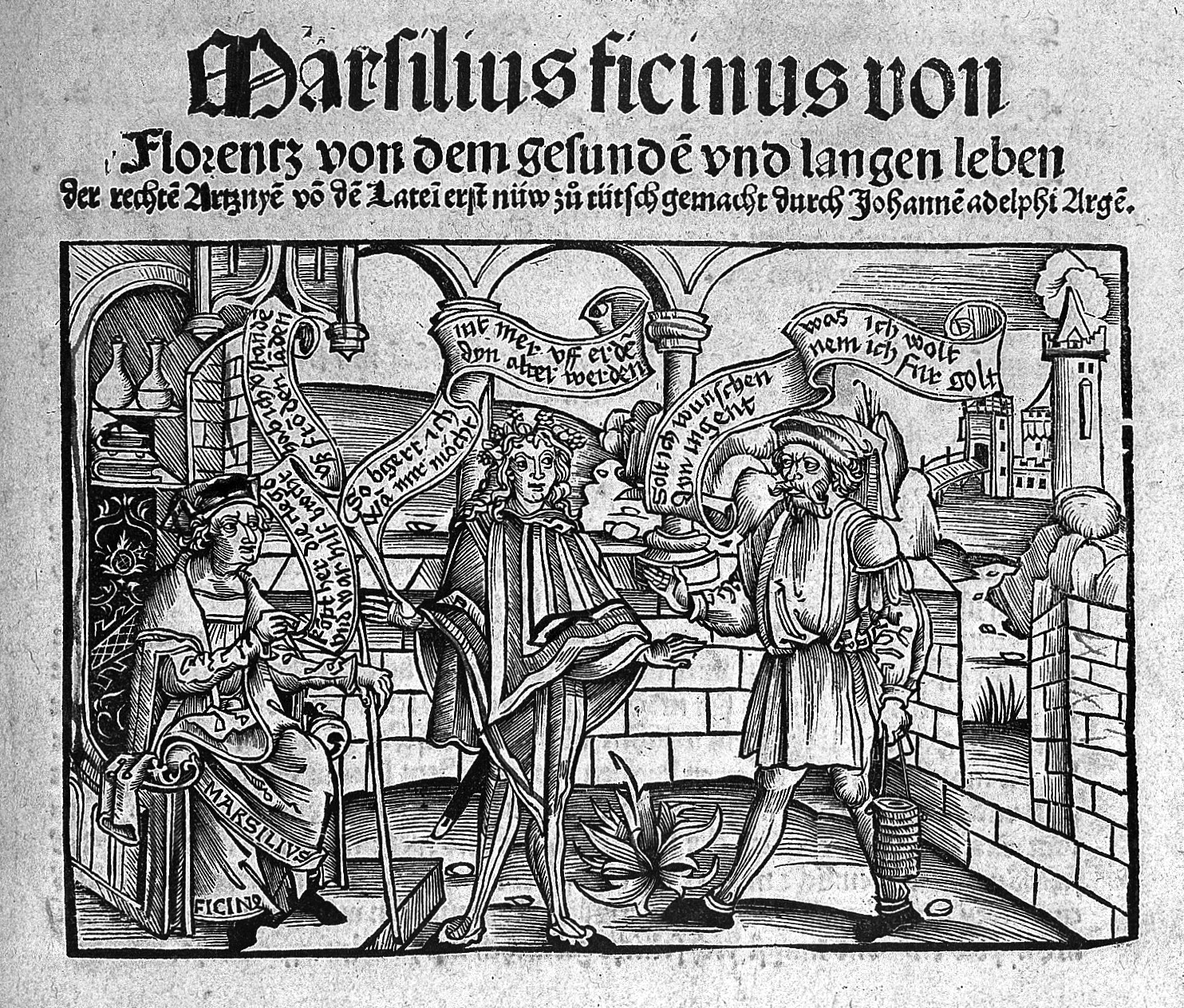
Învățătorul Marsilio Ficino (1509)

Marsilio a prmit o educație cât se poate de bună pentru standardele vremii sale. A studiat artele liberale și medicina la Universitatea din Florența. Unele surse târzii susțin că ar fi studiat medicina și la Universitatea din Bologna, dar nu avem izvoare istorice care să confirme acest fapt. După studii a primit în dar o casă de la Cosimo, sarcina sa principală fiind traducerea integrală a dialogurilor lui Platon. 

### Operă
Până la moartea lui Cosimo nu a reușit să traducă decât 10 dialoguri. I le-a citit pe patul de moarte. A continuat să fie în grija membrilor familiei Medici, mai întâi a lui Piero, iar după a lui Lorenzo Magnificul. Opera integrală a lui Platon, tradusă din greaca veche în latină, a apărut tipărită în 1484. Ficino a mai tradus toate Enneadele lui Plotin, dar și tratatele grecești Corpus Hermeticum. El a tradus, de asemenea, două scrieri ale extrem de influente ale neoplatonismului creștin Pseudo-Dionisie Areopagitul, Despre teologia mistică și Despre nume divine.
A fost invitat de regele Matia Corvinul să vină în Regatul Ungariei și să instruiască elitele de la curtea sa în spiritul platonician, dar a refuzat. Totuși, a întreținut o corespondență cu regele și a avut o influență la curtea sa, până în 1490, când Matia a murit la Viena.
Marsilio a avut un interes pentru astrologie, fapt care a atras atenția Inchiziției. Papa Inocențiu al VIII-lea l-a acuzat de erezie, dar a fost achitat.

Spre finalul vieții se retrage din viața publică, deoarece Florența a devenit un oraș tot mai instabil și periculos pentru intelectuali, atât din cauza invaziei franceze, cât și din cauza revoltelor pornite de Savonarola. Familia Medici a fost nevoită să fugă din Florența. S-a dedicat unor comentarii ale epistelolor pauline, dar nu le-a finalizat. 

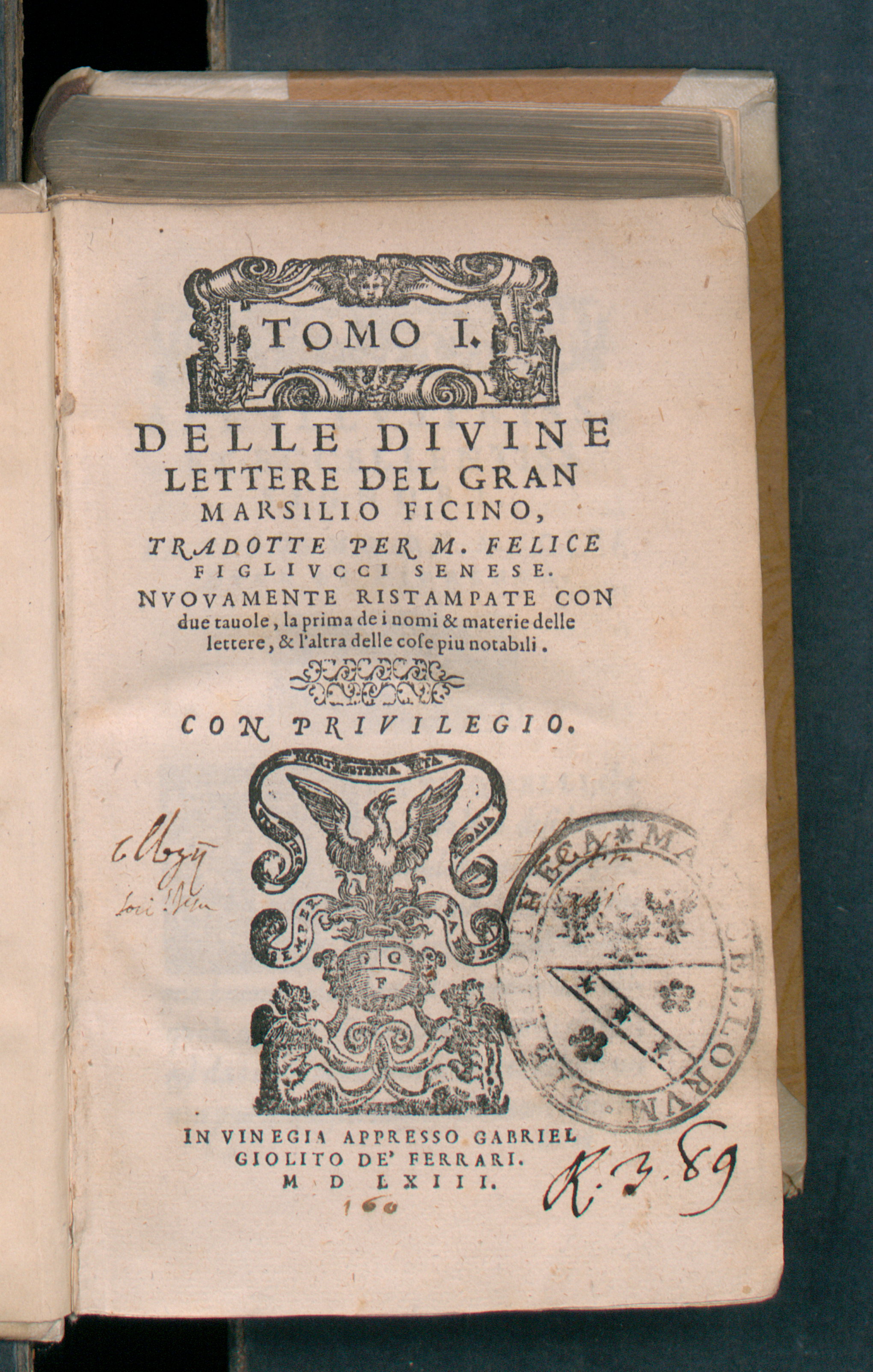
Delle divine lettere del gran Marsilio Ficino, 1563

A murit pe 1 octombrie 1499 la Florența.